# شارلوت کافی
شارلوت کافی (به انگلیسی: Charlotte Caffey) (زاده ۲۱ اکتبر ۱۹۵۳) موسیقی‌دان و ترانه‌سرا آمریکایی است.